# Тракторное (Ленинградская область)
Тракторное (до 1948 года мыза Борисова, фин. Borisovin moisio) — посёлок в Плодовском сельском поселении Приозерского района Ленинградской области.

## Название
Согласно постановлению общего собрания рабочих и служащих Кексгольмской МТС зимой 1948 года мыза Борисова была переименована в деревню Тракторная.

## История
До 1940 года деревня Борисова Мыза входила в состав волости Пюхяярви Выборгской губернии Финляндской республики. 
С 1 января 1940 года в составе Карело-Финской ССР.
С 1 августа 1941 года по 31 июля 1944 года финская оккупация.
С 1 ноября 1944 года в составе Пюхяярвского сельсовета Кексгольмского района
С 1 октября 1948 года в составе Отрадненского сельсовета Приозерского района. 
С 1 января 1949 года деревня учитывается как посёлок Тракторное.
С 1 февраля 1963 года — в составе Выборгского района.
С 1 января 1965 года — вновь в составе Приозерского района. В 1965 году население посёлка составляло 125 человек. 
По данным 1966, 1973 и 1990 годов посёлок Тракторное входил в состав Отрадненского сельсовета.
В 1997 году в посёлке Тракторное Отрадненской волости проживали 308 человек, в 2002 году — 277 человек (русские — 84 %).
В 2007 году в посёлке Тракторное Плодовского СП проживали 312 человек, в 2010 году — 325 человек.

## География
Посёлок расположен в центральной части района на автодороге А121 «Сортавала» (Санкт-Петербург — Сортавала — автомобильная дорога Р-21 «Кола»).
Расстояние до административного центра поселения — 3 км.
Расстояние до ближайшей железнодорожной платформы Суходолье — 5 км. 

## Демография
| 2007 | 2010 | 2017 |
| ---- | ---- | ---- |
| 312  | ↗325 | ↗381 |

## Улицы
Механизаторов, Шоссейная.